# Adolf Ernst von Ernsthausen

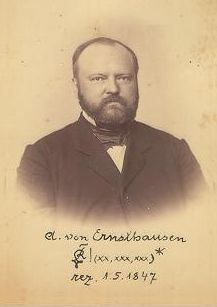
Adolf Ernst von Ernsthausen als Ehrenmitglied des Corps Rhenania Bonn

Karl Adolf August Ernst von Ernsthausen (* 14. März 1827 in Gummersbach; † 24. August 1894 in Bonn) war ein deutscher Verwaltungsjurist und Politiker in Preußen.

## Leben
Als Sohn des Landrats im Kreis Gummersbach Karl Ernst von Ernsthausen besuchte Ernsthausen die Höhere Bürgerschule in Gummersbach und das Friedrich-Wilhelm-Gymnasium (Köln). Er legte im Herbst 1845 dort das Abitur ab. Er studierte an der Ruprecht-Karls-Universität Heidelberg und der Rheinischen Friedrich-Wilhelms-Universität Rechtswissenschaft. Er war Mitglied des Corps Nassovia Heidelberg (1846) und des Corps Rhenania Bonn (1847) sowie Corpsschleifenträger der Saxonia Bonn (1848). Das  Corps Rhenania Heidelberg verlieh ihm 1886 das Band. Pfingsten 1848 nahm er am zweiten Wartburgfest teil. Nach den Examen trat er in den preußischen Staatsdienst. Er wurde 1849 Auskultator in Koblenz-Ehrenbreitstein und 1850 Regierungsreferendar in Köln.

### Werdegang
Schon 1851 wurde er zum kommissarischen Landrat im Landkreis Altenkirchen (Westerwald) und 1852 im Landkreis Simmern ernannt. Nach der Ernennung zum Regierungsassessor (1853) wurde er 1854 kommissarischer Landrat in Geldern, 1857 Landrat in Moers. 1865 wurde Ernst von Ernsthausen als Nachfolger von Carl Gottfried Sperling zum kommissarischen Bürgermeister von Königsberig i. Pr. ernannt, am 18. Mai 1866 ebenfalls in Königsberg zum Regierungsvizepräsidenten. Im Mai 1870 wechselte er als Regierungspräsident zum Regierungsbezirk Trier und nahm in dieser Eigenschaft an der Kaiserproklamation in Versailles teil. 1871 wurde er Präfekt in Straßburg, 1872 Bezirkspräsident für den Bezirk Unterelsaß und 1875 Bezirkspräsident für den Bezirk Oberelsaß in Colmar. Den Höhepunkt seiner Laufbahn erreichte er mit der Ernennung zum Oberpräsidenten der Provinz Westpreußen am 1. April 1879. Unter seiner Leitung erfolgte der Ausbau der Provinzialverwaltung, die Verbesserung der Verkehrsinfrastruktur, des Schul- und Kirchenwesens. Zudem war er ein bedeutender Förderer der Wiederherstellung der Marienburg. 1877 wurde er zum Wirklichen Geheimen Rat ernannt. Nach der großen Überschwemmung der Weichsel von 1888, die zahlreiche Todesopfer forderte, wurde er am 10. September 1888 in den vorzeitigen Ruhestand versetzt. Er verlebte ihn in Bonn.

### Politik
1865 und 1866 und erneut 1869/1870 gehörte er als Mitglied der konservativen Fraktion dem Preußischen Abgeordnetenhaus an. Von 1892 bis 1894 war er Vorstandsmitglied der Deutschen Kolonialgesellschaft (DKG).

## Ehrungen
- Ehrenbürger von Danzig
- Ehrenbürger von Elbing
- Ehrenmitglied des Corps Rhenania Bonn

## Schriften
- Erinnerungen eines preußischen Beamten. Velhagen & Klasing, Bielefeld u. Leipzig 1894.